# 미국의 종교
미국의 종교 (2020년)
오늘날 미국의 종교는 다양하며, 미국 수정 헌법 제1조에 의해 종교(신념)의 자유가 보장되고 있다. 미국에서는 역사적으로 기독교, 그 중에서도 특히 개신교의 영향력이 강하여 미국 문화의 형성에 큰 영향을 끼쳤다. 한 조사에 따르면 40%가 넘는 미국인이 종교를 삶에서 아주 중요한 요소로 꼽았다. 또한 미국은 전세계에서 기독교도의 수가 가장 많은 국가이다.
미국은 성립 이후 지속적으로 다양한 종교들이 이민자들과 함께 외부로부터 유입되었다. 식민시대에 영국 성공회나 퀘이커교, 주류 프로테스탄트 교회들이 미국에서 자리를 잡았고, 17세기 영국의 비국교도들이 들어오며 미국의 종교 상황을 다각화하였다. 또한 여러 차례 일어난 대각성 운동을 거쳐 미국에서는 복음주의와 연관된 여러 기독교 분파들이 큰 영향력을 발휘하게 되었다. 이후 기독교 계열의 신흥 운동과 교파들도 생겨나 세력을 키웠는데, 재림주의, 여호와의 증인, 예수 그리스도 후기 성도 교회, 오순절주의 등이 대표적이다. 19세기 후반부터 본격화된 새로운 이민 붐에 따라 가톨릭, 유대교, 정교회의 신자들이 대규모 유입되었다. 현대에는 이민자의 출신 구성이 다양화되면서 힌두교, 불교, 이슬람교, 시크교 등의 신자 수가 증가하고 있으며, 기독교의 신자 비율은 감소세에 있다.

## 미국 개신교의 특성과 역사
미국의 개척은 종교적 동기뿐 아니라 경제적 및 다른 동기들의 결과이기도 했지만 종교는 여전히 중심적인 것이었다. 종교적인 열정은 당연히 청교도들에게서, 특히 메사추세츠에서 가장 강하게 나타났다. 그들은 누구보다 먼저 자신의 정착촌이 '하나님과의 언약'에 따라 전 세계에 모범이 될 '언덕 위의 도시'를 세우는 것이라고 규정했고, 다른 개신교 개척자들도 비슷한 방식으로 자신들과 미국을 보기 시작했다. 17세기와 18세기에 미국인들은 신세계에서 자신들의 사명을 성경적 표현으로 규정했다. 그들은 '선민'으로서 '광야에서 심부름을'하는 사람들이며, 분명히 '약속의 땅'인 곳에서 '새로운 이스라엘' 내지 '새로운 예루살렘'을 만드는 중이었다. 미국은 '새로운 천국과 새로운 지상, 정의의 고향'인 곳, 즉 하나님의 나라였다. 미국의 개척은 사크반 베르코비치의 표현대로 "종교적인 사명감의 감정적, 영적, 그리고 지적 열정으로" 충만한 것이었다. 이와 같은 사명감은 곧 미국을 '구원의 국가'와 소망의 나라'로 보는 성경적 개념으로 확대되었다.
미국의 개신교는 유럽의 개신교, 특히 기존의 교회들과 관련된 성공회나 루터교와 다르다. 이와 같은 차이는 에드먼드 버키가 지적했는데, 그는 영국인들이 정치적 및 종교적 권위들에 대해 느끼는 두려움, 경외심, 그리고 존경심을 미국인들의 치열한 자유 정신과 비교했다. 그는 이와 같은 정신이 미국식 프로테스탄티즘의 뚜렷한 특징을 대변하는 것이라고 주장했다. 미국인들은 개신교도들이며, 생각과 정신에 대한 모든 묵시적 복종에 혐오감을 보이는 사람들이다. 모든 프로테스탄티즘은 가장 냉정하고 수동적인 것조차도 일종의 저항주의이다.
이와 같은 저항은 처음부터 뉴잉글랜드의 순례자들(pilgrims) 및 청교도들(puritans)의 정착촌들에서 분명하게 나타났다. 청교도의 교리를 그대로 따르지는 않았더라도 생각과 방식, 그리고 태도 등이 식민지에 널리 퍼졌고 다른 신교도 집단들의 믿음과 생각에 영향을 끼쳤다. 때로는 정화되고, 때로는 수정되고, 때로는 희석되면서 청교도들의 전통은 미국의 핵심이 되었다.
처음에 청교도주의 (puritanism)와 회중주의 (congregationalism)에서 나타났던, 미국 프로테스탄티즘의 저항성은 그 후 수백 년 동안 침례교, 감리교, 경건주의, 근본주의, 복음주의, 그리고 그 밖의 프로테스탄티즘에서 다시 나타났다. 18세기부터 미국의 프로테스탄티즘은 점점 더 대중적이고 덜 계층적이 되었으며, 점점 더 감정적이고 덜 지적인 것이 되었다. 교리보다 열정이 더 중요해졌다. 분파들과 운동들이 계속해서 늘어나며, 한 세대의 저항적 분파들이 다음 세대의 새로운 저항자들로부터 다시 도전을 받았다. '저항자들의 저항(Dissidence of dissent)은 미국 프로테스탄티즘의 특성과 역사 모두를 설명 한다.
종교적 열정은 17세기와 18세기에 미국의 많은 분파들에서 뚜렷한 특징이었으며, 복음주의(evangelicalism)는 다양한 형태로 미국의 프로테스탄티즘에 있어 중심이 되었다. 복음주의적 프로테스탄티즘은 19세기에 "미국인들의 삶에서 지배적인 요인"이었고, 늘 "미국 종교의 주류"를 형성했다. 19세기 초에 미국에서는 종파, 설교자, 그리고 신도들의 수가 폭발적으로 늘어났다. 종교적인 저항 내지 반항이 시대의 흐름이었다. 넘치는 힘의 젊은이들이 자의식적인 회부자로서 온갖 운동을 전개했다. 그들은 치열한 노력의 윤리, 확장에의 열정, 기존의 믿음과 방식에 대한 도전, 종교적 재건에의 헌식, 그리고 이상을 실현하기 위한 체계적 계획은 공유했다. 그들 모두 서민들에게, 특히 가난한 사람들에게 개인적 자긍심과 집단적 자신감의 강력한 비전을 제시했다. 따라서 미국의 복음주의 역사는 단순한 종교적 운동의 역사를 넘어서며, 그것을 이해하면 19세기 미국인 삶의 전반적인 모습을 이해할 수 있다.

## 기독교 국가로의 미국
미국은 200년 이상 대부분의 미국인들이 개신교도였다. 그러다가 처음에는 독일과 아일랜드에서, 나중에는 이탈리아와 폴란드에서 상당수의 구교도 가톨릭 이민자들이 들어옴에 따라, 신교도들의 비율은 계속해서 떨어졌다. 현대에 기독교의 비율은 빠른 속도로 감소하고 있는데, 2000년에 이르러 미국인들의 개신교도 비율은 60% 정도였으나, 2010년대 말 기준으로는 40% 중반 정도까지 떨어졌다. 그러나 개신교도의 믿음체계와 가치관, 그리고 사고방식은 영어와 함께 미국의 개척자 문화에서 핵심적인 요소였다. 개신교도의 가치관은 미국의 문화에 중심적이기 때문에 미국에서 천주교와 그 밖의 종교들에 깊은 영향을 끼쳤다. 그것은 사적 혹은 공적 도덕성, 경제적 활동, 정부 그리고 공공 정책에 대한 미국인들의 태도를 규정했다. 무엇보다 그것은 미국을 규정하는 핵심적 요소로서 앵글로-개신교도 문화를 보완하는, 외관상 세속적인 정치적 원칙들, 즉 미국의 신조에 기본적인 원천이 된다.
17세기 초에 기독교는 "국가들을, 나아가 국가주의들을 규정하는 요인"이었고, 많은 나라들은 명시적으로 자신들을 개신교도나 구교도 국가로 규정했다. 유럽에서 기존의 사회들은 개신교도 개혁(protestant Reformation)을 받아들이거나 거부했다. 미국에서 개신교도 개혁은 새로운 사회를 만들었다. 독특한 국가로서 미국은 그와 같은 개혁의 산물이다. 20세기에 파키스탄 및 이스라엘이 이슬람교와 유대교 국가로서 탄생했듯이, 미국은 그들과 일부는 같은 이유에서 개신교도 국가로 탄생했다. 대부분의 19세기 역사에서 미국인들은 자신들의 나라가 개신교도 국가라고 생각했고, 다른 나라들도 미국을 개신교도 국가라고 생각했으며, 교과서와 지도 같은 문헌에서도 미국은 개신교도 국가로서 소개 되었다. .

## 문화에 끼친 영향
미국 문화의 기반이 되는 앵글로-개신교도 문화는 영국에서 비롯된 정치적 및 사회적 제도와 관행을 개척자들이 갖고 와 신대륙에서 새롭게 꽃을 피운 프로테스탄티즘(protestantism)의 개념들과 가치관에 결합시킨 것이었다. 그래서 이 문화에는 영국의 전반적인 문화적 요소들과 개척자들이 속해 있던 영국 사회의 특정한 집단들에 독특한 요소들이 모두 포함되어 있었다.
이 원래의 문화는 적응과 수정을 거치며 300년 동안 계속되었다. 존 제이가 1789년에 근본적인 측면에서 언급한 미국의 정체성 요소들-언어, 종교, 정부의 원척, 예절과 관습, 전쟁 경험-은 20세기에도 여전히 미국의 문화를 규정했다. 그 중에서도 특히 프로테스탄티즘은 가장 중요한 요소였다.
19세기와 20세기 후반까지 이민자들은 앵글로-개신교도 문화의 중심적 요소들에 헌신하도록 다양한 방식으로 강요 혹은 설득당했다. 이민자들에게 미국화는 엄청난 정신적 억압의 과정이었다고 묘사된다. 즉 1960년대 이전에 이민자들은 자신들의 고유한 전통을 버리고 기존의 문화적 기준에 완전히 동화 될 것을 요구받았다는 것이다. 역사적으로 미국에서는 백인 앵글로-색슨 개신교도가 아닌 사람들이 앵글로-개신교도 문화와 정치적 가치관을 수용함으로써 미국인으로 거듭났고, 미국의 신조를 탄생시킨 바로 그 문화의 중심에는 프로테스탄티즘, 즉 저항주의가 있다.

## 미국인들에게 종교의 의미

### 미국 탄생 신화
일반적으로 미국의 기원은 메이플라워 호를 타고 온 영국의 청교도(Pilgrim Fathers)에서 출발하는 것으로 알려져 있다. 칼뱅주의 신교의 일파로 영국 국교에 대해 극단적인 개혁을 주장한 청교도(Puritans)지도자들은 영국 지배자들의 종교적 박해를 피해서, 미 대륙을 새로운 기회의 땅으로 삼아 가족들을 모두 거느리고 멀고 먼 대서양을 건너왔다. 지금의 메사추세츠 주 플리머스(Plymouth)에 상륙하기 직전 선상에서 그들의 지도자였던 존 윈스럽(John Winthrop) 목사는 상륙 후 ‘지상에 하나님의 나라(City Upon a Hill).’을 만들자는 말과 함께 상륙자들이 앞으로 지켜야 할 계율을 제시했다. 그들은 상륙해서 목사의 지도하에 종교와 정치가 결합된 매우 엄격하고 폐쇄적인 공동체를 형성했다. 신화에 따르면 미국은 비인간적이고 불합리한 구질서가 지배하는 유럽 사회의 박해를 피해 자신의 종교적 신념을 펼치려는 사람들이 험한 고난을 무릅쓰고 미지의 곳으로 건너와, 독실한 신앙과 근면을 신조로 엄격하고 절제된 생활을 통해 하나님의 심부름꾼(Errand in the Wilderness)으로 황량한 땅에서 새로운 세계를 개척한 데서 출발한다. 이러한 이야기는 매우 종교적이고 도덕적인 의미를 함축하고 있다. 청교도들은 신앙심이 깊었을 뿐 아니라 도덕적으로도 매우 엄격하여, 검소하고 부지런하며 정직함을 소중히 했다. 이러한 신화로부터 미국에 대한 다양한 미국인의 생각이 유래한다. 미국인이라면 당히 신을 믿고 있기를 기대하고, 권위에 대한 저항을 긍정적으로 바라보며, 항상 새로운 것을 추구하고, 미국은 인류사에서 성취해야 할 사명을 띠고 있다는 생각은 이러한 신화에 토대를 둔다.
미국인의 국가 정체성에는 보편적인 가치, 영어 구사능력과 함께 기독교 신앙이 중요한 부분을 차지한다. 종교적인 신앙에 국가 정체성의 뿌리를 두는 종교적 민족주의(religious nationalism)는 근대화 이전의 유럽 사회나 아랍 세계와 같이 종교와 세속적 권위가 명확히 분리되지 않은 전통 사회에서 나타나는 일반적인 현상이다. 종교와 세속적 권위가 하나로 결합 된 경우 종교적 민족주의는 신정 국가(theocracy)처럼 극단적인 형태로 나타난다. 그러나 정치와 종교가 분리되어 있는 경우에도 종교적인 믿음의 토대 위에 집합적인 일체성을 구축하고 있다면, 종교적 민족주의 개념을 적용할 수 있다. 이 경우 생활의 모든 면은 종교적인 의미를 담게 되며, 종교적인 믿음과 상징체계는 문화적인 동질성을 유지하고 재생산하는 데에서 중심적인 역할을 한다. .
종교적인 의미는 미국 사회의 모든 영역에 배어 있으며 대부분의 사회생활은 기본적으로 종교적인 경험에 의해 형성된다. 기독교 교리와 미국의 역사는 매우 흡사한 면이 있는데, 미국의 공민 종교는 기본적으로 기독교에 뿌리를 두고 있다.
유럽으로부터의 대규모 이민을 유대인의 출애굽 경험으로, 미국을 약속의 땅으로, 초기 청교도 정착자들의 지도자 존 윈스럽(John Winthrop)을 모세로, 남북 전쟁을 피를 통한 속죄와 다시 태어남으로, 워싱턴이나 링컨 등 국민적 위인을 성인으로, 독립선언문과 헌법을 성경으로 대비하는 식이다. 이러한 공민 종교에서 미국인은 사명을 가지고 이 세계에 보내진 선택된 민족으로 그려진다.

### 공민 종교로의 미국 기독교 신앙
서구 유럽 사회는 산업화와 함께 지속적인 세속화(secularization)의 과정을 밟아왔다. 반면, 미국은 서구 사회의 세속화 경향에서 특이하게 예외적인 사례로 취급된다. 여론 조사에 따르면 미국의 신에 대한 태도나 종교 활동 참여도는 지난 수십 년간 큰 변화가 없다. 미국인의 높은 종교성에 주목하여 미국인의 국가 정체성을 종교적 민족주의로 규정하려는 시도가 있다.
종교사회학자 로버트 벨라(Robert Bellah)는 현대 미국에서 종교성과 국가 정체성이 결합된 상태를 설명하기 위해 공민 종교(civil religious)라는 개념을 적용했다. 공민 종교란 정치권력에 정당성을 제공하고 사회적인 결속을 만들어내며 공동의 목적을 위해 사회 자원을 동원하는 신념, 상진, 의식, 제도의 체계를 의미한다. 원래 이 개념은 계몽주의 사상가인 루소에 의해 처음 도입되었다. 종교적인 감정과 믿음의 체계는 사람들에게 신성한 것에 대한 강력한 믿음을 제공하는데, 이는 사회 계약과 공동체의 미래에 대해 사람들이 신성한 감정과 믿음을 가지도록 하는 근원이다.
사회에 대한 사람들의 신성한 믿음이 사회통합의 핵심이라는 주장은 프랑스 사회학자 에밀 뒤르켕(Emile Durkheim)이 원시 사회의 종교 행위를 광범위하게 비교한 연구에서도 반복되었다. 뒤르켕은 한걸음을 더 나아가 모든 사회는 신성한 성격을 가지고 있으며 구성원들에게 존경과 경외의 감정을 유발한다고 주장한다.종교적인 믿음 체계에 반영된 사회의 상징적 이미지는 사회 규범에 신성성을 부여하며 구성원들이 공통의 가치에 헌신하도록 함으로써 사회를 통합시킨다. 로버트 벨라와 같이 미국 사회에 공민 종교가 존재한다고 주장하는 학자들은 서구 산업 사회에서 비록 제도적인 종교의 위치는 약화되었지만 종교적인 믿음에 뿌리를 둔 사회에 대한 경외심은 사회를 통합시키는 데에 여전히 핵심적인 기능을 수행한다고 지적한다.
국가는 역사 속에서 신의 의미심장한 행위를 대리하며, 개인적.집단적 정체성을 발경하는 주요 공동체이며, 신의 정의를 전파하는 공동체이다. 19세기 말 ‘명백한 운명(Manifest Destiny)’이라는 용어를 탄생시킨 미국의 제국주의적 성향은 미국이라는 나라에 대한 종교적 신성성에 토대를 두고 있다. 미국의 공민 종교는 미국이라는 신성함에 뿌리를 두고 미국을 하나로 결합시키고 지켜주는 신념 체제이다.
미국의 공민 종교는 기독교 신앙에 연원을 두고 있지만 기독교적의 제도와 직접적으로 연결되어 있지는 않다. 기독교의 신성성이 배경을 이루고 있지만 종교적 다원주의 사회인 미국에서 공민 종교의 신은 형식상 특정 종교에 의해 독점되지 않는다. 공민종교의 신은 형식상 특정 종교에 의해 독점되지 않는다. 공민 종교는 내세에 대한 아이디어나 신비적인 경험을 포함하고 있지 않으며, 오로지 현세에 대한 실직적 관심으로 한정 된다. 그러나 다양한 국가적 상징과 역사적 사건들은 종교적인 것과 유사한 경외와 헌신을 유발하며 사회적 통합에 중요한 역할을 담당하고 있다.
공민 종교에서 볼 때 민족주의란 자신을 하나의 통일된 집단의 구성원으로 느끼는 시민들이 공유하고 그들의 생활 속에서 재생산하는 국가적 상징과 과거에 대한 기억에 신성성 내지는 절대성이 부가되어 있음을 뜻한다. 미국인의 민족주의는 혈연이나 지연보다 언어나 보편적 가치에 기반을 두고 있으므로 국민들의 일체감과 헌신을 확보하기 위해서는 국가적 상징과 기억에 대한 종교적인 경외심이 더욱 필요할지도 모른다. 미국의 예외주의가 담고 있는, ‘신에 의해 특별히 선택된 사람들’이라는 종교적인 의미는 미국인들에게 광범위하게 공유되고 있다. 미국인들이 입버릇처럼 외는 “신이여 미국을 축복 하소서(God bless America).”라는 발언은 이러한 심층 의식의 발로이다.

### 미국적 신조
미국인들은 역사적으로 지극히 물질적이고, 자본주의적이었다. 17세기 개척자들은 대체로 물질적인 이유 때문에 미국에서 공동체를 건설했으며, 18세기의 미국인들과 그들의 리더들은 미국 혁명(독립 전쟁)을 물질적인, 대개는 자본주의적인 관점에서 보았다. 미국 혁명은 '하나님과의 언약'을 명분으로 하여 '하나님이 택한 자들'과 영국의 '반 그리스도자들'의 전쟁으로 내세워졌다.
미국에서 종교는 신조의 형성을 도왔고 그것과 양립하는 것이었다. 이곳에서, 자유적 프로테스탄티즘과 정치적 자유주의, 민주적 종교와 민주 정치, 미국적 신조와 기독교 신앙은 서로에게 깊은 영향을 끼쳤다. 개신교도의 믿음 체계와 미국의 정치적 신조는 비슷한 사상적 특성을 보였고, 둘이 힘을 합쳐 19세기에 개신교를 믿는 미국 백인 남성들을 단결시키는 강력한 유대감을 형성했다. 그리고 어떤 학자는 이렇게 얘기했다: "미국에서 프로테스탄티즘과 자유주의를 분리시키는 것은 쉽지 않다." 간단하게 말해서 '미국의 신조'는 프로테스탄티즘, 교회의 영혼이 있는 나라'의 세속적 신경(credo)으로서 하나님을 믿는 자들만의 자유였다.

## 종교적 관용
미국은 새로운 종교에 비옥한 토양을 제공해왔다. 예수 그리스도 후기성도 교회와 크리스찬 사이언스교는 미국에서 형성된 신앙 중 가장 널리 알려진 종교일 것이다. 종교 문제에 관여하지 않는다는 전통 때문에 미국은 또한 해외에서 유래한 많은 소규모 종파에도 안식처가 되었다. 예컨대 펜실베이니아와 주변 주에 주로 거주하는 독일 이민자들의 후손인 암만교도(The Amish)들은 소박한 옷을 입고 현대 기술을 기피하면서 수 세대 동안 단순한 삶을 이어오고 있다. 과격한 신앙을 신봉하고 교주를 미화하는 일부 소규모 집단은 사교 집단으로 간주된다. 법을 어기지 않는 한 사교와 그 신도들은 별다른 제재를 받지 않는다. 미국에서 종교적 편견은 찾아보기 어려우며 여러 종교가 참여하는 회합과 협력이 보편화되어 있다.
미국에서 가장 큰 논쟁을 불러일으키는 종교의 한 측면은 정치에서의 역할일 것이다. 최근 수십 년간 일부 미국인들은 정교분리 원칙이 종교에 적대적인 방향으로 해석되어 왔다고 믿게 되었다. 종교적 보수주의자들과 근본주의자들은 힘을 합쳐 기독교 우파라는 강력한 정치 운동 세력을 형성했다. 이들의 목표 중 하나는 법이나 헌법의 수정을 통해 낙태 허용과 공립학교에서의 기도 금지라는 대법원 결정을 뒤집는 것이다. 기독교연합의 총재를 역임한 랄프 리드는 1996년 공화당 전당대회에 참석한 대의원 중 1/3이 기독교연합이나 비슷한 보수적 성향의 기독교 단체 소속이었다고 추산하며 이는 종교의 정치 개입 증대를 시사한다.
자신들의 종교적 신념을 공개적으로 선전하는 단체도 있지만 대다수 미국인들에게 종교는 일상적인 대화에서 거의 논의되지 않는 개인적인 문제다. 절대 다수의 국민들은 자신들이 선택한 방식으로(전통적인 종파의 일원으로서, 특정 종교와 무관한 회합에 참여함으로써, 또는 종교 단체에 참여하지 않는 개인으로서) 조용히 신앙생활을 한다. 어떤 방식으로 자신의 신앙을 지키든 미국인들은 종교적인 국민이다. 10명 중 9명의 미국인이 어느 정도의 종교적 선호를 표하고 있으며 약 70%는 신도회에 가입되어 있다.

## 같이 보기
- 과학과 종교의 관계
- 리처드 도킨스
- 조지 마즈든
- 마틴 E. 마티

## 참고 문헌
- 새뮤얼 헌팅턴의 미국/새뮤얼 헌팅턴/김영사
- Made in USA / Guy Sorman / 문학 세계사
- 미국문화의 기초/ 이현송 / 한울아카데미